# The Ten O'Clock Boat
The Ten O'Clock Boat è un cortometraggio muto del 1915 diretto da Arthur Mackley.

## Produzione
Il film fu prodotto dalla Reliance Film Company.

## Distribuzione
Distribuito dalla Mutual Film, uscì nelle sale cinematografiche USA l'11 giugno 1915